# Bert Fokkema
Egbert (Bert) Jan Fokkema (Sneek, 5 december 1917 – Bergen-Belsen, 29 april 1945) was een Nederlandse predikant en verzetsstrijder.

## Levensloop
Fokkema's vader Jan ging op zijn 34e theologie studeren. Na drie jaar studie werd hij beroepen tot predikant in de hervormde kerk in Sprang-Capelle en in de jaren daarna in Delft en Amstelveen. Bert Fokkema volgde in de voetsporen van zijn vader. Na het Gereformeerd Gymnasium in Amsterdam studeerde hij van 1937 tot 1942 theologie aan de Universiteit van Leiden. In mei 1943 werd hij door zijn vader bevestigd tot predikant in de hervormde kerk in Goudswaard. Tien dagen eerder was hij getrouwd met Hiltje Bijkerk.
Op dat moment was Nederland al drie jaar bezet door de Duitsers. De hele familie-Fokkema moet weinig hebben van het bezettingsbewind. Vader Fokkema veroordeelde het Duitse optreden regelmatig in zijn preken en moest verschillende keren onderduiken, moeder Fokkema zat enige tijd vast in Kamp Vught en zus Johanna Maria Elisabeth was volop betrokken bij het verzet.
Bert Fokkema stond slechts korte tijd in Goudswaard op de kansel. Vanwege de dreigende invasie besloten de Duitsers een deel van de Hoeksche Waard onder water te zetten. Fokkema vertrok met zijn inmiddels zwangere vrouw naar Oud-Beijerland.  De Duitsers waren daar ook volop bezig met voorbereidingsmaatregelen om een eventuele geallieerde invasie het hoofd te kunnen bieden. Zij gaven het bevel uit dat de bevolking moest helpen met het slaan van palen in weilanden. Deze zogeheten Rommelasperges, vernoemd naar de bedenker Erwin Rommel, moesten voorkomen dat de op zweefvliegtuigen konden landen. De burgemeester van Oud-Beijerland durfde het bevel niet naast zich neer te leggen. Hij wilde draagvlak creëren en riep een aantal lokale notabelen bijeen. Bij die vergadering was ook Fokkema aanwezig die zich fel uitsprak tegen het bevel. Hij noemde het "heulen met de vijand "en "werken voor het rijk van den Anti-Christ".
De Sicherheitsdienst kreeg lucht van Fokkema's uitlatingen. Voordat ze hem konden oppakken besloot hij onder te duiken, in eerste instantie in Rotterdam. Hij was in deze tijd actief voor de verzetskrant Trouw. Samen met de predikant Abraham van Sirag hielp hij in Noord-Brabant bij het onderbrengen van geallieerde vliegers. Waarschijnlijk was hij ook betrokken bij de Landelijke Organisatie voor Hulp aan Onderduikers. In Delft werkte hij samen met de gereformeerde predikant Cornelis Pieter Boodt.
De verraadster Miep Oranje was onder de valse naam Edith actief in dezelfde regio. Op 8 augustus 1944 besluiten haar opdrachtgevers tot actie over te gaan. Daarbij werden tientallen verzetsstrijders opgepakt. De Duitsers doen ook een inval bij het ouderlijk huis van Fokkema in Delft. Zij verwachten zijn zus daar aan te treffen, in plaats daarvan treffen ze Bert Fokkema aan die juist die nacht weer eens bij zijn ouders overnachtte.
Fokkema arriveerde op 14 of 15 augustus in Kamp Vught. Vandaar uit werd hij op 5 september op transport gezet naar het werkkamp Henkel-Werke in Duitsland. Daarna volgden de concentratiekampen Sachsenhausen en Bergen-Belsen. In deze periode liep hij zowel roodvonk als tyfus op, maar herstelde van allebei. In Bergen-Belsen overleed zijn collega Boodt. Fokkema maakte zelfs de bevrijding van het kamp door de Britten op 15 april 1945 nog mee, maar was op dat moment al dusdanig verzwakt dat hij niet meer van zijn brits kon opstaan. Hij overleed op 29 april 1945 als gevolg van algehele uitputting.